# Stanoviště
Stanoviště – wieś i gmina w Czechach, w powiecie Brno, w kraju południowomorawskim.

## Historia
Pierwsza wzmianka o gminie pochodzi z 1327 roku.
W roku 1869 pod nazwą Stanovišť była wsią w gminie Zbraslav w powiecie Brno, w latach 1880–1890 nosiła nazwę Stanovíště i była gminą w powiecie Brno. W latach 1900–1930 była gminą w powiecie Velké Meziříčí, w 1950 była gminą w powiecie Velká Bíteš, a od 1961 jest gminą w powiecie Brno.

## Ludność
W 2001 roku rozkład populacji względem narodowości i przynależności etnicznej wyglądał następująco:
- Czesi – 77,81%
- Morawianie – 21,28%
- Słowacy – 0,30%
- pozostali – 0,61%

Ze względu na wyznawaną religię struktura mieszkańców kształtowała się w 2001 roku następująco:
- Katolicy rzymscy – 69%
- Ewangelicy – 0,30%
- Ateiści – 19,45%
- Nie podano – 11,25%

### Zmiany liczby ludności na przestrzeni lat
W 2014 zamieszkiwana przez 362 osób, a w 2015 przez 376 osób.